# 담양 고성리 월성산 고분군
담양 고성리 월성산 고분군(潭陽 古城里 月城山 古墳群)은 대한민국 전라남도 담양군 수북면 고성리에 있는 고분군이다. 2001년 9월 27일 전라남도의 기념물 제187호로 지정되었다.

## 개요
담양 고성리는 담양군의 서남부에 위치하는데 오례천과 증암천이 영산강 본류에 합류하면서 형성된 넓은 충적지의 북쪽에 위치한다. 마을의 북서쪽에 있는 삼인산(570m)의 남쪽 사면은 해발 100m 정도까지는 급경사를 이루고 내려오다가 해발 40m까지는 구릉성 대지를 이루고 영산강변에 형성된 해발 30m 내외의 충적지에 연결되고 있다. 고분은 남쪽으로 길게 뻗어내린 해발 50m 정도의 구릉에 위치하고 있는데 구릉의 능선을 따라 10기 내외의 고분이 분포되어 있었던 것으로 추정된다.
이 고분군은 1995년 조사에서는 분구가 비교적 잘 남아있는 2기와 분구가 거의 남아있지 않은 2기 등 4기가 확인되었는데 금번 조사에서 분구가 잘 남아있는 것 1기가 추가 조사되었다. 고분의 호수는 현재 분구가 잘 남아있는 3기를 우선적으로 부여하였다. 이 일대에는 현재까지 확인된 것보다 훨씬 많은 고분이 분포하고 있었던 것으로 추정된다.

## 1호분
가장 남쪽에 있는 고분이다. 분구의 서쪽과 남쪽에 민묘가 조성되면서 일부 훼손되기는 했지만 분구의 동쪽은 원형에 가깝고 서쪽은 방형을 띠고 있어 장고분과 유사하다. 장축방향은 동-서로 구릉의 진행방향과 직교하는데 방형부가 구릉의 서사면을 향하고 있다. 분구의 규모는 전체길이 24m, 추정원부직경 14m, 추정방부너비 12m, 높이 2.5m정도이다.

## 2호분
1호분에서 북쪽으로 160m 정도 떨어져 있다. 주변이 과수원으로 개간되었는데 북쪽에서 남쪽으로 내려오는 구릉의 능선상에 위치하고 있었던 것으로 추정된다. 분구는 남사면에 민묘가 조성되면서 변형되기는 했지만 전체적으로 보면 비교적 잘 남아있다. 분구의 평면형태는 원형이며, 규모는 직경 약 12m, 높이 1.5m 정도이다.

## 3호분
2호분에서 북쪽으로 180m 정도 떨어져 있다. 고분은 과수원에 자리하고 있는데 분구에도 감나무가 심어져 있다. 분구의 끝자락은 이 일대가 개간되면서 깎여나갔으며 남쪽은 민묘의 조성으로 평탄화되었는데 현재 민묘가 이장되어 분정이 불규칙하다. 분정은 평탄부가 형성되어 있으며 석재가 일부 노출되어 있어 매장시설이 석실로 추정된다. 분구는 남북이 약간 길어 보이는 원형을 이루고 있는데 이는 동서쪽 끝자락이 깎여나갔기 때문으로 판단된다. 고분의 규모는 직경 18m, 높이 2.5m 정도이다.

## 참고 자료
- 담양고성리월성산고분군 - 국가유산청 국가유산포털